# Acide phosphorique
L’acide phosphorique (ou acide orthophosphorique) est un composé chimique de formule H3PO4. C'est un oxoacide trifonctionnel (triacide) important en chimie inorganique et fondamental en biochimie. Il s'agit d'un acide minéral obtenu par traitement de roches phosphatées ou par combustion du phosphore.
À température ambiante, l'acide phosphorique pur est un solide cristallin de densité 1,83 qui fond à 42,35 °C. Toutefois, il n'est pratiquement jamais produit ni utilisé sous cette forme. Sa forme la plus courante est une solution aqueuse contenant généralement 75% ou 85% H3PO4. Ces solutions sont inodores, incolores et ont l'aspect d'un liquide sirupeux.
L'acide phosphorique constitue la matière première de base pour la production de phosphates (ou sels phosphatés), principalement les engrais.
L'acide phosphorique et les phosphates sont souvent décrits selon leur teneur en pentoxyde de phosphore, P2O5. Il s'agit toutefois d'une notation historique, et les solutions aqueuses d'acide phosphorique ne contiennent pas de P2O5 tel-quel. Le facteur de conversion est  [H3PO4] = [P2O5] x 196 / 142.

## Chimie
Il s'agit d'un triacide minéral capable de céder trois protons en formant successivement trois bases conjuguées : l'ion dihydrogénophosphate H2PO4−, l'ion hydrogénophosphate HPO42− et l'ion phosphate PO43−, avec les constantes d'équilibres suivantes (à 25 °C) :
| H3PO4 (s) + H2O(l) {\displaystyle \rightleftharpoons } H2PO4−(aq) + H3O+(aq)  | Ka1 = 7,13 × 10−3  | pKa1 = 2,16 ; |
| H2PO4−(aq) + H2O(l) {\displaystyle \rightleftharpoons } HPO42−(aq) + H3O+(aq) | Ka2 = 6,38 × 10−8  | pKa2 = 7,21 ; |
| HPO42−(aq) + H2O(l) {\displaystyle \rightleftharpoons } PO43−(aq) + H3O+(aq)  | Ka3 = 3,79 × 10−13 | pKa3 = 12,32. |

## Biologie
Les dimères et trimères de l'acide phosphorique interviennent dans de nombreux domaines en biologie comme les transporteurs d'énergie ADP/ATP, l'ADN et dans les os.

## Production industrielle
L'acide phosphorique est généralement obtenu par l'attaque dans un réacteur de l'apatite (principal minerai de phosphate) par de l'acide sulfurique H2SO4. L'apatite est souvent un mélange de :
- chlorapatite Ca5(PO4)3Cl ;
- fluorapatite Ca5(PO4)3F ;
- hydroxyapatite Ca5(PO4)3(OH).

et aussi les carbonate-apatites où un groupe CO3OH ou CO3F remplace un tétraèdre PO4.
Les réactions sont :
Ca5(PO4)3Cl + 5 H2SO4 + 10 H2O → 3 H3PO4 + 5 (CaSO4,2H2O) + HCl ;
Ca5(PO4)3F  + 5 H2SO4 + 10 H2O → 3 H3PO4 + 5 (CaSO4,2H2O) + HF ;
Ca5(PO4)3OH + 5 H2SO4 +  9 H2O → 3 H3PO4 + 5 (CaSO4,2H2O).
Les carbonates donnent du dioxyde de carbone et de l'eau au lieu d'une partie de l'acide phosphorique.
Après un certain temps de séjour dans le réacteur (variable selon le type de réacteur utilisé et le minerai traité), il est procédé à une opération de filtration de la bouillie résultante (le liquide et le solide) afin de séparer l'acide phosphorique ainsi fabriqué des cristaux de sulfate de calcium dihydraté (CaSO4,2H2O) ou semi-hydraté (CaSO4,1/2H2O) appelé phosphogypse.
On peut également le préparer par calcination à haute température de l'apatite avec de la silice et du carbone (sable et charbon). La vapeur de phosphore produite est oxydée en pentoxyde de phosphore qui réagit avec de la vapeur d'eau.

## Utilisations
Industriellement, l'acide phosphorique est employé avant tout dans la fabrication de sels de phosphate, principalement des engrais et des détergents. On l'emploie également dans une moindre mesure pour la fabrication de ciments dentaires, comme catalyseur ou pour le traitement de surface des métaux.
L'acide phosphorique est un additif alimentaire employé dans les boissons non alcoolisées comme régulateur de pH (E338) : principalement dans les sodas au cola (Coca-Cola, Pepsi Cola, Dr Pepper)[réf. souhaitée].
L'acide phosphorique est très utilisé en laboratoire, car il résiste à l'oxydation, à la réduction et à l'évaporation.
L'acide phosphorique est souvent utilisé en solution dans des produits utilisés en mécanique pour dérouiller les pièces métalliques. Il sert aussi à la phosphatation de pièces métalliques pour les protéger de l'oxydation à l'air libre.
L'acide phosphorique est aussi utilisé comme un électrolyte dans les piles à combustible PAFC.

## Risques
L'acide phosphorique concentré est un liquide corrosif qui peut provoquer de graves brûlures de la peau et des yeux.
En tant qu'additif alimentaire, une consommation excessive d'acide phosphorique peut entraver le fonctionnement des reins et favoriser les calculs rénaux. Des chercheurs américains ont interrogé 465 personnes pour lesquelles une insuffisance rénale avait été récemment diagnostiquée et ils ont constaté à partir de la description de leur régime alimentaire qu'à partir de deux verres de Coca-Cola journalier, le risque d'insuffisance rénale est multiplié par deux. Il en est de même avec le Coca-Cola light alors qu'aucune association n'a été trouvée avec les autres sodas.

## Environnement
Via les crassiers de phosphogypse, la production de l'acide phosphorique à partir de certaines roches phosphatées contenant des éléments radioactifs peut parfois être source d'une importante accumulation de déchets faiblement radioactifs et de « Radioactivité naturelle technologiquement renforcée ».

## Commerce
La France, en 2014, est nette importatrice d'acide phosphorique, d'après les douanes françaises. Le prix moyen au kilogramme à l'import était de 0,9 €.